# Acció Ciutadana Liberal
Acció Ciutadana Liberal (ACL) va ser un partit polític espanyol de centre actiu durant la transició a la democràcia. Va sorgir el 1978 i estava dirigit per José María de Areilza, que havia estat ministre d'Afers exteriors (1975-1976) i Alfonso Osorio. A les eleccions generals espanyoles de 1979 va formar part de Coalició Democràtica i Areilza va ser elegit diputat per Madrid. Poc després l'ACL es va integrar a Aliança Popular.